# Centro histórico da cidade de Yaroslavl
Situada na confluência dos rios Volga e Kotorosl e a cerca de 250 km a nordeste de Moscovo, a cidade histórica de Yaroslavl tornou-se um importante centro comercial logo a partir do século XI. São famosas as suas numerosas igrejas seiscentistas, e constitui um exemplo notável da reforma urbanística ordenada pela Imperatriz Catarina, a Grande para toda a Rússia em 1763. Mantendo algumas das suas estruturas históricas mais significativas, a cidade foi renovada em estilo neoclássico num plano urbano radial. Manteve igualmente elementos do século XVI como no Mosteiro de Spassky, um dos mais antigos na região do Volga Superior, construído no final do século XII sobre um templo pagão e sucessivas vezes reconstruído.